# Angelo Duro
Angelo Duro (Palermo, 20 agosto 1982) è un comico, personaggio televisivo e attore italiano.

## Biografia
All'età di quasi sei anni si appassiona alla Formula 1 dopo aver visto in televisione il Gran Premio di Germania 1988, vinto da Ayrton Senna, insieme a suo padre; diventare un pilota automobilistico resta il suo sogno principale per qualche anno, quando capisce tuttavia che non è realizzabile, e alle superiori inizia a dedicarsi al teatro con grande impegno, prendendo parte a diversi spettacoli in cui crea personalmente monologhi comici.
Nel 2010 viene notato durante un'esibizione da Davide Parenti e ingaggiato per il programma televisivo Le Iene. Qui, oltre a essere inviato, è protagonista degli spazi Nuccio Vip e Il cantante senza pubblico.
Nel 2017, con il suo spettacolo teatrale Perché mi stai guardando?, ottiene un giudizio positivo da parte della critica e da parte del pubblico. Lo spettacolo tenutosi al teatro Manzoni di Milano, viene trasmesso in televisione su Italia 1. L'anno successivo pubblica il suo primo romanzo intitolato Il piano B, edito da Mondadori. Nel febbraio del 2023 è ospite della seconda serata del Festival di Sanremo dove esegue un monologo. A inizio 2025 esce il suo primo film da protagonista, Io sono la fine del mondo, di cui cura la sceneggiatura e il montaggio con il regista Gennaro Nunziante.
Vive a Roma dal 2014.

## Controversie

### Accuse di sessismo e omofobia
Nel corso della sua carriera Duro è stato accusato di sessismo per via di affermazioni espresse in merito alle donne nei propri spettacoli e sui suoi social network. Il comico è stato inoltre accusato di omofobia e body shaming.

### Accuse di evasione fiscale
Nel 2025 è stato indagato per evasione fiscale, negata dall'interessato.

## Filmografia

### Cinema

#### Attore
- Tiramisù, regia di Fabio De Luigi (2016)
- Io sono la fine del mondo, regia di Gennaro Nunziante (2025)

#### Sceneggiatore e montatore
- Io sono la fine del mondo, con Gennaro Nunziante (2025)

### Televisione
- Squadra antimafia - Palermo oggi 3 (1 episodio, 3X09, 2011)

## Programmi televisivi
- Le Iene (Italia 1, 2009-2015)
- Perché mi stai guardando? (Italia 1, 2020)
- Viva Rai2! (2023)
- Sanremo (2023)

## Teatro
- Perché mi stai guardando? (2017-2019)
- Da Vivo (2020-2022)
- Sono cambiato (2022-2024)
- Ho tre belle notizie (dal 2025)

## Libri
- Il piano B, Milano, Mondadori, 2018, ISBN 978-88-04-70858-2.